# Vladimír Martinec
Vladimír Martinec (ur. 22 grudnia 1949 w Lomnicach nad Popelkou) – czechosłowacki hokeista grający na pozycji napastnika (lewoskrzydłowego), reprezentant kraju, olimpijczyk, trener, polityk.
Jeden z najlepszych zawodników w historii hokeja na lodzie. Reprezentował barwy: Tesli Pardubice (mistrzostwo Czechosłowacji), Dukli Jihlava oraz ESV Kaufbeuren. Z reprezentacją Czechosłowacji U-20 dwukrotnie uczestniczył na mistrzostwach Europy juniorów (mistrzostwo i brązowy medal), natomiast z seniorską reprezentacją Czechosłowacji trzykrotnie uczestniczył w zimowych igrzyskach olimpijskich (1972 – brązowy medal, 1976 – srebrny medal, 1980) oraz 11-krotnie uczestniczył w mistrzostwach świata (trzykrotne mistrzostwo świata, 5-krotne wicemistrzostwo świata oraz trzykrotnie brązowy medal), a także 2. miejsce w Canada Cup 1976 oraz dwukrotnie uczestniczył w Turnieju Izwiestii (triumf i 2. miejsce).
Był także nagradzany indywidualnie: czterokrotnie wybierany do Drużyny gwiazd mistrzostw Świata, 4-krotnie wybierany najlepszym lewoskrzydłowym mistrzostw świata, najlepszy napastnik oraz zawodnik mistrzostw świata, król strzelców ekstraligi czechosłowackiej, czterokrotny zdobywca Złotego Kija – nagrody dla najlepszego czechosłowackiego zawodnika roku, członek Galerii Sławy IIHF (2001), członek Galerii Sławy czeskiego Hokeja na Lodzie (2008) oraz członek klubu hokejowych strzelców dziennika Sport, w którym znajdują się zawodnicy, którzy zdobyli co najmniej 250 goli w Czechosłowackiej Lidze Hokejowej, czeskiej oraz w reprezentacji Czechosłowacji i Czech.
Vladimír Martinec w trakcie kariery sportowej zyskał pseudonim the Fox (pl. Lis), ze względu na nieprzewidywalność oraz manewry ofensywne.
Jako trener dwukrotnie prowadził Moellera Pardubice U-20, dwukrotnie był asystentem trenera Tesli Pardubice, czterokrotnie prowadził Moellera Pardubice (mistrzostwo Czech), ESV Kaufbeuren, był asystentem trenera reprezentacji Czech U-20, prowadził reprezentację Czech U-20, był asystentem trenera reprezentacji Czech, prowadził reprezentację Czech, dwukrotnie był menedżerem, a także konsultantem Moellera Pardubice.

## Kariera
Vladimír Martinec karierę sportową rozpoczął w 1967 roku w Tesli Pardubice, w której grał do 1981 roku (z przerwą na wypożyczeniu w 1978 roku w Dukli Jihlava) oraz odnosił największe sukcesy w karierze sportowej: mistrzostwo Czechosłowacji w sezonie 1972/1973, dwukrotne wicemistrzostwo Czechosłowacji (1975, 1976), 3. miejsce w ekstralidze czechosłowackiej w sezonie 1973/1974, finał Pucharu Europy 1973/1974, w którym przegrał rywalizację (3:2, 1:6) z faworyzowanym, radzieckim CSKA Moskwa, był królem strzelców ekstraligi czechosłowackiej w sezonie 1978/1979 (42 gole), oraz czterokrotnie zdobył Złotego Kija, nagrodę dla najlepszego czechosłowackiego zawodnika roku.
W 1981 roku zainteresowanie zawodnikiem wyraził klub ligi NHL, Hartford Whalers, jednak transfer nie doszedł do skutku, w związku z czym przeniósł się do występującego w Bundeslidze niemieckiej ESV Kaufbeuren, w którym po sezonie 1984/1985, po rozegraniu w fazie zasadniczej 163 meczów, zdobyciu 241 punktów (121 goli, 120 asyst) oraz spędzeniu 63 minut na ławce kar, w fazie play-off 12 meczów, zdobyciu 11 punktów (6 goli, 5 asyst) oraz spędzeniu 4 minut na ławce kar, zakończył karierę sportową.

## Kariera reprezentacyjna
Vladimír Martinec z reprezentacją Czechosłowacji U-20 dwukrotnie uczestniczył na mistrzostwach Europy juniorów (1968 – mistrzostwo, 1969 – brązowy medal). W seniorskiej reprezentacji Czechosłowacji w latach 1969–1981 rozegrał 289 meczów, w których zdobył 155 goli. Debiut zaliczył 12 marca 1969 roku w Pardubicach w wygranym 6:1 meczu towarzyskim z reprezentacją Stanów Zjednoczonych, w którym również zdobył pierwsze dwa gole w reprezentacji Czechosłowacji (w 15. minucie na 1:1 oraz w 56. minucie na 6:1, ustalając tym samym wynik meczu). Trzykrotnie uczestniczył w zimowych igrzyskach olimpijskich: na zimowych igrzyskach olimpijskich: na turnieju olimpijskim 1972 w Sapporo zdobył brązowy medal, natomiast na turnieju olimpijskim 1976 w Innsbrucku zdobył wicemistrzostwo olimpijskie oraz na turnieju olimpijskim 1980 w Lake Placid, a także 11-krotnie w mistrzostwach świata (1970 – 3. miejsce, 1971 – wicemistrzostwo świata, 1972 – mistrzostwo świata, 1973 – 3. miejsce, 1974 – wicemistrzostwo świata, 1975 – wicemistrzostwo świata, 1976 – mistrzostwo świata, 1977 – mistrzostwo świata, 1978 – wicemistrzostwo świata, 1979 – wicemistrzostwo świata, 1981 – 3. miejsce). Na tych turniejach był również nagradzany indywidualnie: 4-krotnie najlepszy lewoskrzydłowy (1974, 1975, 1976, 1977), najlepszy napastnik (1976), najlepszy punktujący (1976 – 20 punktów (9 goli, 11 asyst)), a także 4-krotnie wybierany do Drużyny Gwiazd (1974, 1975, 1976, 1977).
Zdobył także 2. miejsce w Canada Cup 1976 oraz dwukrotnie uczestniczył w Turnieju Izwiestii (1977 – triumf, 1979 – 2. miejsce, król strzelców (8 goli)). Ostatni mecz w reprezentacji Czechosłowacji rozegrał 26 kwietnia 1981 roku na Scandinavium w Göteborgu w zremisowanym 1:1 meczu z reprezentacją ZSRR, ostatnim meczu mistrzostw świata 1981 w Czechosłowacji. Po turnieju zakończył karierę reprezentacyjną.
W 1973 roku reprezentował reprezentację Czechosłowacji B podczas Pucharu Spenglera 1973.

## Kariera trenerska
Vladimír Martinec po zakończeniu kariery sportowej rozpoczął karierę trenerska. Dwukrotnie trenował Moellera Pardubice U-20 (1985–1988, 2003–2004), dwukrotnie był asystentem trenera Tesli Pardubice (1986–1988, 1990–1991), czterokrotnie trenował Moellera Pardubice (1988–1990, 2004 – mistrzostwo Czech w sezonie 2004/2005, 2005, 2007), niemiecki ESV Kaufbeuren (1991–1994), był asystentem trenera reprezentacji Czech U-20 (1995–1996), prowadził reprezentację Czech U-20 (1996–1999), był asystentem trenera reprezentacji Czech (1996–2002), prowadził reprezentację Czech na turnieju olimpijskim 2002 w Salt Lake City, na którym drużyna Czeskich lwów została sklasyfikowana na 7. miejscu, po przegranej 1:0 w ćwierćfinale z reprezentacją Rosji, rozegranym 20 lutego 2002 roku na Peaks Ice Arena w Provo, dwukrotnie był menedżerem (2004, 2006–2007), a także w latach 2016–2017 konsultantem Moellera Pardubice.

## Sukcesy

### Zawodnicze
Tesla Pardubice
- Mistrzostwo Czechosłowacji: 1973
- Wicemistrzostwo Czechosłowacji: 1975, 1976
- 3. miejsce w Czechosłowackiej Lidze Hokejowej: 1974
- Finał Pucharu Europy: 1974

Reprezentacja Czechosłowacji
- Mistrzostwo świata: 1972, 1976, 1977
- Wicemistrzostwo świata: 1971, 1974, 1975, 1978, 1979
- 3. miejsce na mistrzostwach świata: 1970, 1973, 1981
- Wicemistrzostwo olimpijskie: 1976
- Brązowy medal zimowych igrzysk olimpijskich: 1972
- 2. miejsce w Canada Cup: 1976
- 2. miejsce w Turniej Izwiestii: 1977
- 2. miejsce w Turnieju Izwiestii: 1979
- mistrzostwo Europy juniorów: 1968
- 3. miejsce na mistrzostwach Europy juniorów: 1969

### Trenerskie
Moeller Pardubice
- mistrzostwo Czech: 2005

### Indywidualne
- Najlepszy lewoskrzydłowy mistrzostw świata: 1974, 1975, 1976, 1977
- Najlepszy napastnik mistrzostw świata: 1976
- Najlepszy punktujący mistrzostw świata: 1976 (20 punktów)
- Drużyna gwiazd mistrzostw świata: 1974, 1975, 1976, 1977
- Król strzelców ekstraligi czechosłowackiej: 1979 (42 gole)
- Złoty Kij: 1973, 1975, 1976, 1979
- Król strzelców Turnieju Izwiestii: 1979 (8 goli)
- Członek Galerii Sławy IIHF: 2011
- Członek Galerii Sławy Czeskiego Hokeja na Lodzie: 2008
- Członek klubu hokejowych strzelców dziennika Sport

## Kariera polityczna
Vladimír Martinec próbował swoich sił również w polityce. Startował w wyborach do Senatu 2018 w 44. okręgu w powiecie Chrudim, jako kandydat bezpartyjny z ramienia SNK Europejskich Demokratów. Był również wspierany przez Partię Własnościową Republiki Czeskiej. Zajął w wyborach 9. miejsce, z wynikiem 4,60% głosów.

## Życie prywatne
Vladimír Martinec ma syna Tomáša (ur. 1976) oraz wnuka Philipa (ur. 1998), którzy również są hokeistami.